# Stachyptilum superbum
Stachyptilum superbum är en korallart som beskrevs av Studer 1894. Stachyptilum superbum ingår i släktet Stachyptilum och familjen Stachyptilidae. Inga underarter finns listade i Catalogue of Life.